# StreetDance 3D
StreetDance 3D – brytyjski film muzyczny z 2010 roku w reżyserii Maxa Giwy i Danii Pasquini. Film zrealizowany w technice trójwymiarowej, który jest nie tylko pierwszym filmem tanecznym w 3D, ale też pierwszym europejskim filmem aktorskim zrobionym w tej technice.

## Opis fabuły
Carly (Nichola Burley), tancerka street dance ma wszystko, o czym marzyła. Zakochana w charyzmatycznym Jayu (Ukweli Roach), który doprowadził ich streetdance'ową ekipę do ostatniego etapu mistrzostw Wielkiej Brytanii, nie może doczekać się finałowych występów. Kiedy Jay oznajmia, że porzuca ekipę i odchodzi, świat Carly wali się w gruzy. Rzucona na głęboką wodę walczy by udowodnić sobie i ekipie, że zdoła ich doprowadzić do zwycięstwa.
Po utracie sali do prób, Carly zaczyna poważnie wątpić w swoje przywódcze umiejętności. Zbawieniem dla niej i jej zespołu okazuje się Helena (Charlotte Rampling), dyrektorka szkoły baletowej. Zachwycona umiejętnościami i entuzjazmem ulicznych tancerzy proponuje nietypowy układ: udostępni im salę w Akademii Baletowej, w zamian za współpracę z jej studentami. Ma nadzieję, że Carly zaszczepi swoją pasję i zapał w jej podopiecznych przed zbliżającymi się przesłuchaniami do Royal Ballet.

## Obsada
- Nichola Burley jako Carly
- Ukweli Roach jako Jay
- Charlotte Rampling jako Helena
- George Sampson jako Eddie
- Eleanor Bron jako Madame Fleurie
- Jeremy Sheffield jako Michael
- Rachel McDowall jako Isabella
- Patrick Baladi jako pan Harding
- Jocelyn Jee Esien jako Delilah
- Richard Winsor jako Thomas
- Stephanie Nyguen jako Steph

## Ścieżka dźwiękowa
24 maja 2010 roku miała miejsce premiera soundtracku do tego filmu.

### Lista utworów
1. Tinie Tempah – Pass Out
2. N-dubz feat. Bodyrox – We Dance On
3. Lightbulb Thieves – Work It Out
4. Ironik – Tiny Dancer (Hold Me Closer)
5. N-dubz – Strong Again
6. Pixie Lott – Live for the Moment
7. Aggro Santos feat. Kimberly Wyatt – Candy
8. Cheryl Cole – Fight for This Love
9. Lethal Bizzle – Going Out Tonight
10. Sugababes – Get Sexy
11. LP & JC – The Humblest Start
12. Wiley – Cash In My Pocket
13. Madcon – Beggin'
14. LP & JC feat. Skibadee, Mc Det, Chrome & Blemish – Club Battle
15. Fatboy Slim – Champion Sound
16. Vega4 – Life Is Beautiful
17. McLean – Broken
18. Swizz Beatz feat. Music Kidz – One in a Million
19. Wiley – Where My Rolex

### iTunes Bonus
1. Craig David – One More Lie (Standing in the Shadows) (Donae'o Mix)
2. N-dubz – I Don't Wanna Go to Sleep
3. LP & JC – Let's Dance
4. Klip 1
5. Klip 2